# زدآی‌ال-۱۱۱
زدآی‌ال-۱۱۱ (ZIL-۱۱۱) خودرویی است که در سال‌های ۱۹۵۹ تا ۱۹۶۷تولید شده‌است.
این خودرو در کلاس خودرو سایز بزرگ قرار گرفته، طراحی آن خودروهای موتور جلو-محور عقب بوده طول آن در حالت طبیعی ۶٫۱۹ متر (۲۴۳٫۷ اینچ)، عرض آن در حالت طبیعی ۲٫۰۵ متر (۸۰٫۷ اینچ) و ارتفاع آن در حالت طبیعی ۱٫۶۴ متر (۶۴٫۶ اینچ) و وزن آن در حالت طبیعی ۲٬۶۰۵ کیلوگرم (۵٬۷۴۳ پوند) است. سیستم جعبه‌دندهٔ آن ۲ دنده به صورت خودکار است.